# Villino Pignatelli

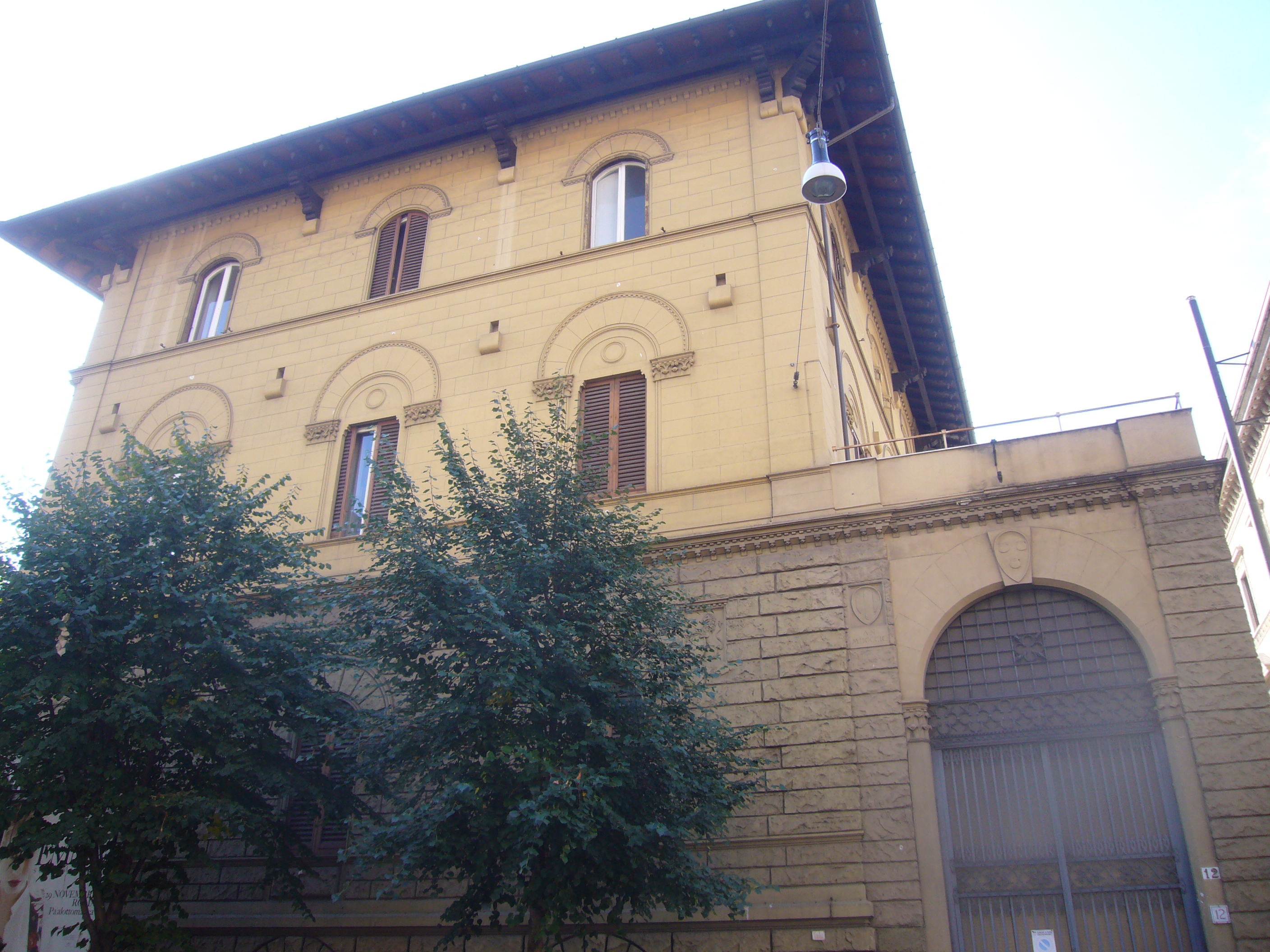
Vista do palacete a partir da Via Boncompagni.

Villino Pignatelli é um palacete neorrenascentista localizado na esquina da Via Boncompagni com a Via Piemonte, no rione Sallustiano de Roma, em frente ao Villino Rasponi e ao lado do Villino Rattazzi.

## História e descrição
Foi construído entre 1898 e 1902 por Giuseppe Mariani para o duque Giuseppe Di Terranova Pignatelli (1860-1938) para ser sua residência romana depois de sua eleição como deputado e depois senador do Reino da Itália. Era parte da chamada Hetra, um conjunto de 4 villinos que compartilhavam de um mesmo jardim. O interior é composto por vários ambientes de recepção em vários pisos ligados por uma imponente escada. No total, o edifício tem cinco pisos, incluindo um piso subsolo e a imponente torre.